# Ferrari 250 Europa
La Ferrari 250 Europa e relativa 250 Europa GT (del 1954), è un'automobile coupé prodotta dalla casa automobilistica italiana Ferrari tra il 1953 e il 1956, ed è parte della famiglia “Ferrari 250”. Venne presentata al salone di Parigi del 1953 e andò a sostituire la 212 Inter, condividendo il telaio della 375 America per economie di scala; quindi, a passo lungo, ed anche in questo caso, il motore è quello di Aurelio Lampredi, con cilindrata ridotta sotto i 3 litri. I primi esemplari vengono realizzati da Vignale con ispirazione stilistica alla 340 Mexico, mentre dal 1954, il disegno e la produzione è affidata anche a Pinin Farina.

## Il contesto

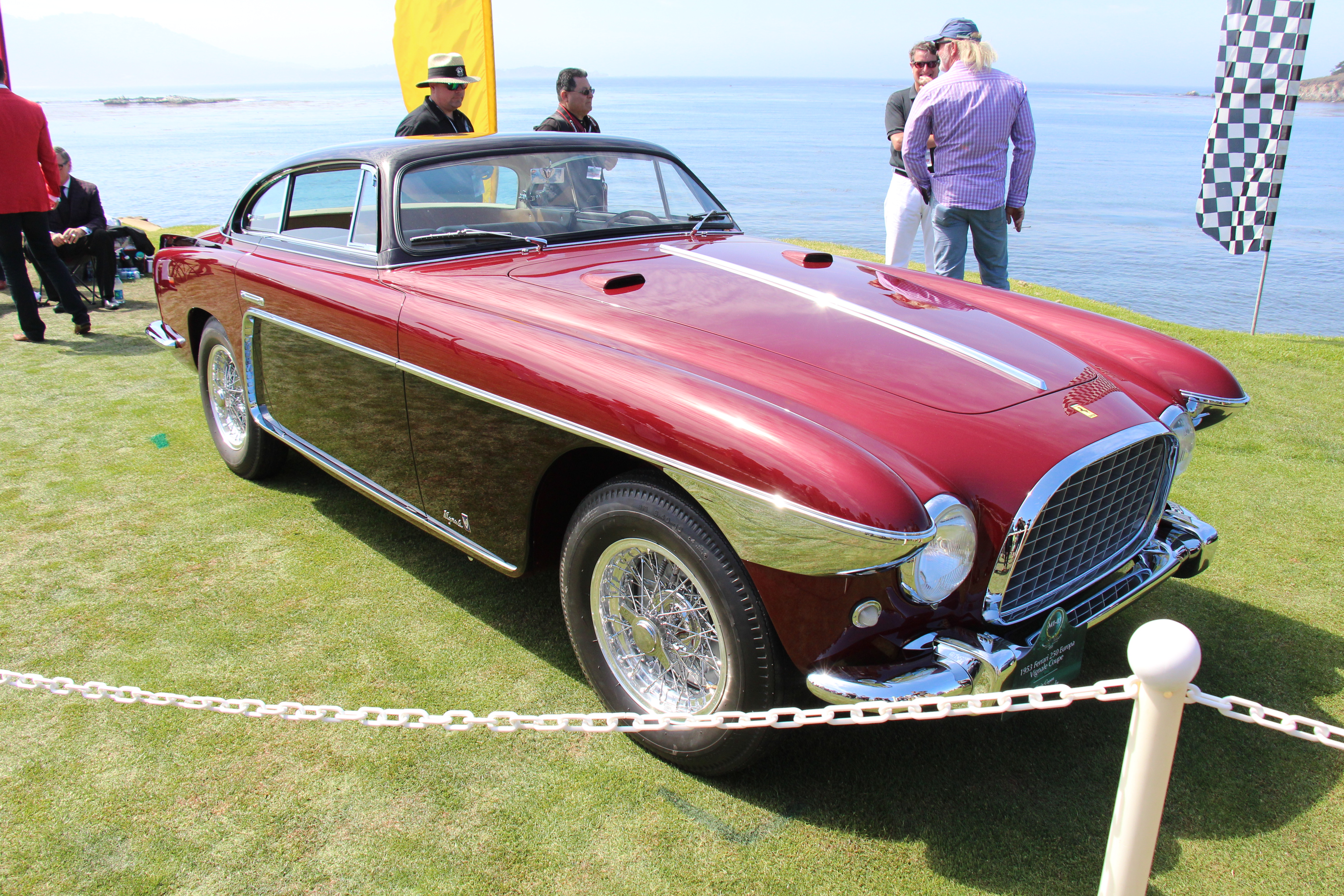
250 Europa Coupé Vignale 1953

Con l'uscita del modello 250, si concluse la serie 212, in quanto la 250 Europa sostituì la 212 Inter. La Ferrari 250 Europa condivideva molte caratteristiche con la Ferrari 375 America, ad esempio il telaio che era molto simile al tipo 145 (ma non uguale), cioè sulle 250 era il 145EU e sulle 375 il 145AL; da segnalare la 0309EU, che pur avendo il motore “piccolo” ha il telaio con designazione AL. Il motore era per tutte il vecchio motore di Formula 1 della 375 F1, solo variato per la piccola 250 nelle misure caratteristiche. Tale motore, tipo 275, fu lo stesso con il quale Ferrari vinse il suo primo gran premio di F1 a Silverstone, nel 1949, con Gonzalez. Ciò fa della 250 Europa, l'unica Ferrari stradale a montare un motore da competizione. Il motore della 250 è stato, inoltre, il primo motore quadro della casa, avendo le misure alesaggio e corsa di 68 x 68 mm. Le prestazioni erano notevoli per l'epoca, 220 CV a 7000 rpm (300 CV per la 375), e la caratteristica peculiare, comune a tutti i motori Ferrari progettati da Lampredi, sono le canne dei cilindri avvitate in testa, per escludere le guarnizioni e migliorare il rapporto di compressione. Ciò denota una grande finezza progettuale, tipica dei motori da corsa progettati dall'Ingegnere Livornese.

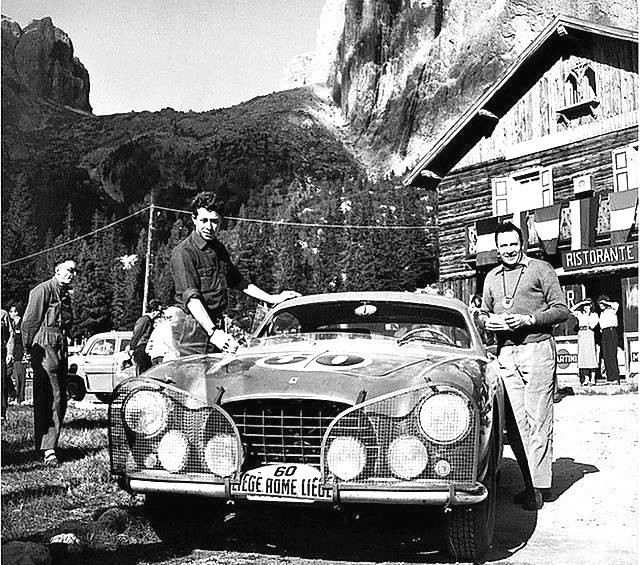
La 250 Europa GT Coupe Pinin Farina del 1954, nei pressi del Passo Giau (Colle Santa Lucia) durante la gara Liegi-Roma-Liegi che si svolse dal 28 agosto al 2 settembre 1956. A sinistra, il pilota belga Olivier Gendebien e il copilota Pierre Stasse, che arrivarono terzi.

L'anno seguente, il progetto cambia leggermente e diventa gran turismo. La 250 Europa GT, fu la prima Ferrari gran turismo che riuscì a catturare l'attenzione dei clienti più ricchi, congiungendo uno stile signorile ad un potente motore. In America, il modello fu presentato allo stand di Luigi Chinetti, dove veniva presentata con una verniciatura bicolore. Questo modello fu un punto di riferimento notevole nella storia delle vetture stradali Ferrari, poiché da quel momento Pinin Farina divenne l'unico designer delle Ferrari destinate alla fabbricazione in serie, con una sola eccezione, e la produzione diventò quasi omogenea tra i vari esemplari, segnando una svolta. Inoltre, questa combinazione motore e telaio, con le opportune modifiche e gli aggiornamenti, sarebbe stata la spina dorsale della produzione stradale Ferrari, per la successiva decina d'anni, sotto forma dei vari modelli 250 GT.

## Forma e carrozzeria
In tutto, furono 22 gli autotelai prodotti, 5 furono carrozzati da Vignale, gli altri 17 da Pininfarina, di cui 1 cabrio (0299EU) e gli altri 16 coupé. La Ferrari 250 Europa di Pininfarina, presenta un frontale molto prominente e una coda tonda chiusa con dei fanali tondeggianti. Apprezzabile la sinuosità della linea, che ben maschera il passo "extra lungo". Unica in tal senso la linea continua della fiancata, forse miglior esempio di linea lineare senza parafango, che mai riuscì ai carrozzieri stranieri, ma che anzi fu punto di forza e di affermazione dei nostri, primo tra i quali appunto Pininfarina. L'abitacolo è tipico delle Ferrari, il volante è ampio in legno e raggi in metallo, sedili in pelle e strumentazioni dietro il volante. La strumentazione è della Veglia Borletti, da segnalare la presenza del mediometro. I cerchi della milanese Borrani sono da 15", verniciati con mozzo in acciaio e cerchio in alluminio, montano coperture 7.10-15, Pirelli per l'Italia e Firestone per il mercato USA. L'auto è sprovvista di finestrini posteriori mentre i deflettori, sugli esemplari dotati, si aprono a compasso. Fu deciso che il telaio dovesse essere derivato da quello della Ferrari 375 America per risparmiare sui costi. Invece il modello di Vignale era più squadrato e presentava un carattere più tradizionale.

## Caratteristiche tecniche

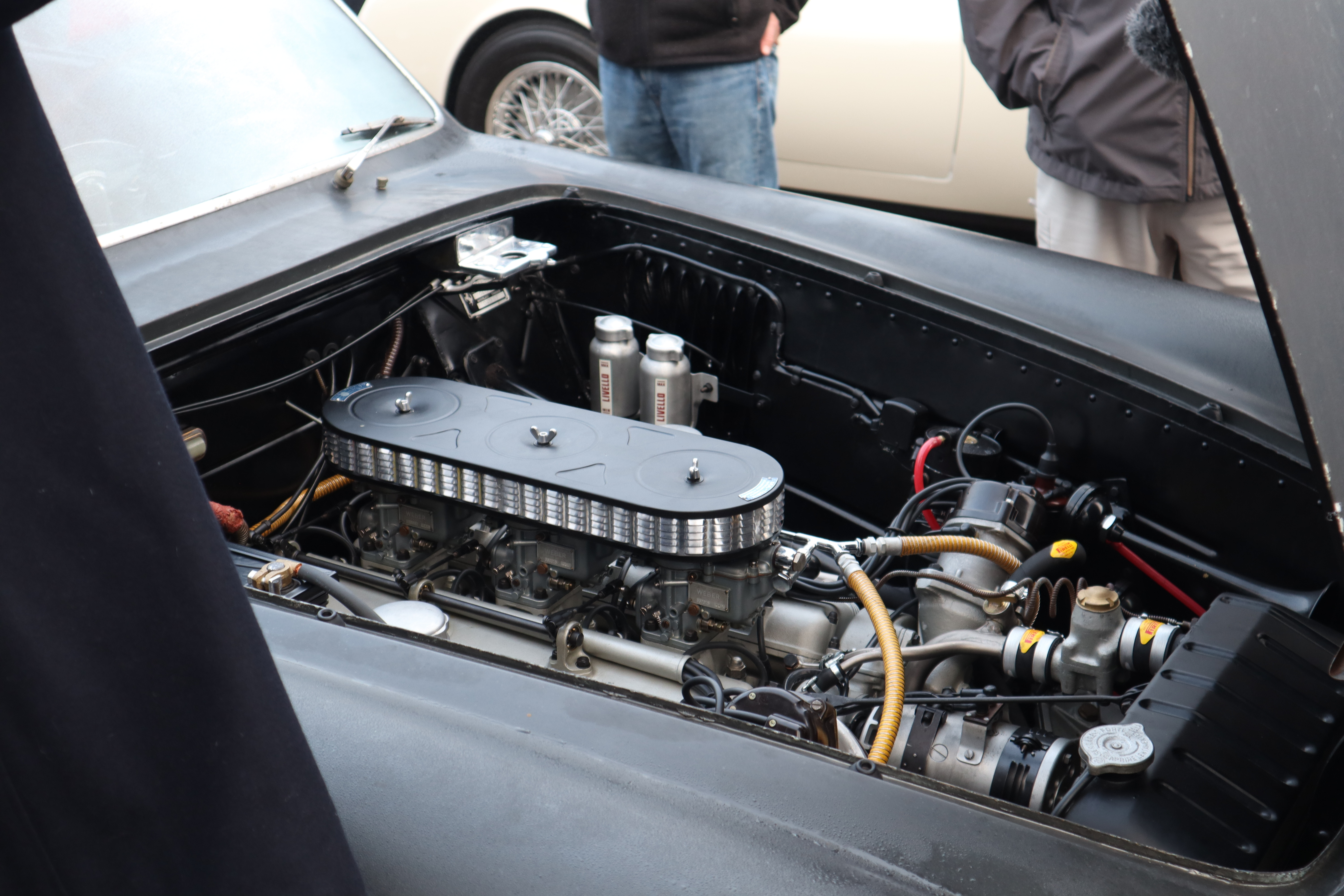
Motore 250 Europa

Il motore, per entrambe le versioni EU e GT, era il classico Ferrari V12 con alimentazione a tre Carburatori Weber; ma la “250 Europa” usava il motore Lampredi tipo 275, derivato per riduzione di alesaggio da quello della 375 America e facendolo diventare il primo motore quadro nella storia Ferrari, il tutto montato sul telaio di tipo 103 col passo lungo di 2800 mm (il più lungo nella storia Ferrari, fino alla Scaglietti). Mentre la “Europa GT”, montava il più comune motore Colombo (più corto) su un telaio con passo ridotto a 2600 mm, detto poi “passo corto” o SWB (da short wheelbase ). Le prestazioni erano notevoli per l'epoca, la potenza di 220 CV e la velocità massima era di circa 180 o di 218 km/h, in base al tipo di ponte scelto. 
| Ferrari 250 Europa |                     |
| ------------------ | ------------------- |
| Altezza            | 1013 mm             |
| Lunghezza          | 4178 mm             |
| Larghezza          | 1549 mm             |
| Peso               | 1150 kg             |
| Passo              | 2800 mm             |
| Telaio             | Tubolare in acciaio |
| Motore             | Lampredi            |
| Cilindrata         | 2963,45 cm³         |
| Velocità massima   | 218 km/h            |
| Trazione           | Posteriore          |
| Cambio             | 4 marce             |
| Posti              | 4                   |
| Porte              | 2                   |

Motore: anteriore, longitudinale, 12 cilindri a V di 60°, con cilindrata totale di 2963,45 cm3 e alesaggio e corsa di 68 x 68 mm, la cilindrata unitaria è di 246,95 cm3. Il rapporto di compressione è 8:1, la potenza massima è 147 kW (200 CV) a 6300 giri/min, e la potenza specifica è di 67 CV/l. La distribuzione è a monoalbero con 2 valvole per cilindro, con accensione mono a 2 spinterogeni. L'alimentazione è con 3 carburatori Weber 36 DCF e la lubrificazione è a carter umido.
Trasmissione e telaio: la frizione è bidisco, il cambio è a 4 rapporti + retromarcia e i pneumatici (anteriori e posteriori) sono 7.10 x 15. La struttura è ad autotelaio tubolare in acciaio, le sospensioni anteriori sono indipendenti con quadrilateri trasversali, balestra unica trasversale e ammortizzatori idraulici Houdaille; le sospensioni posteriori sono a ponte rigido con balestre semiellittiche longitudinali e ammortizzatori idraulici Houdaille. Monta freni a tamburo e sterzo con vite senza fine e settore. Il serbatoio del carburante ha capacità di 140 litri.
I dati sono quelli che furono comunicati dalla Ferrari al momento della presentazione del modello. Dei primi modelli, le dimensioni della carrozzeria non venivano comunicate, perché variavano da vettura a vettura. I modelli Ferrari venivano suddivisi nelle tre categorie: Monoposto, Sport/Prototipo e Gran Turismo; le prime due erano vetture destinate alle competizioni nelle due classi, mentre la terza erano vetture ad uso stradale, che sono state utilizzate con successo anche nelle competizioni. L’anno di introduzione di ogni modello, viene definito dal debutto in gara per le Monoposto e le Sport/Prototipo, mentre per quelle Gran Turismo fa fede la data di presentazione ufficiale.

## Galleria

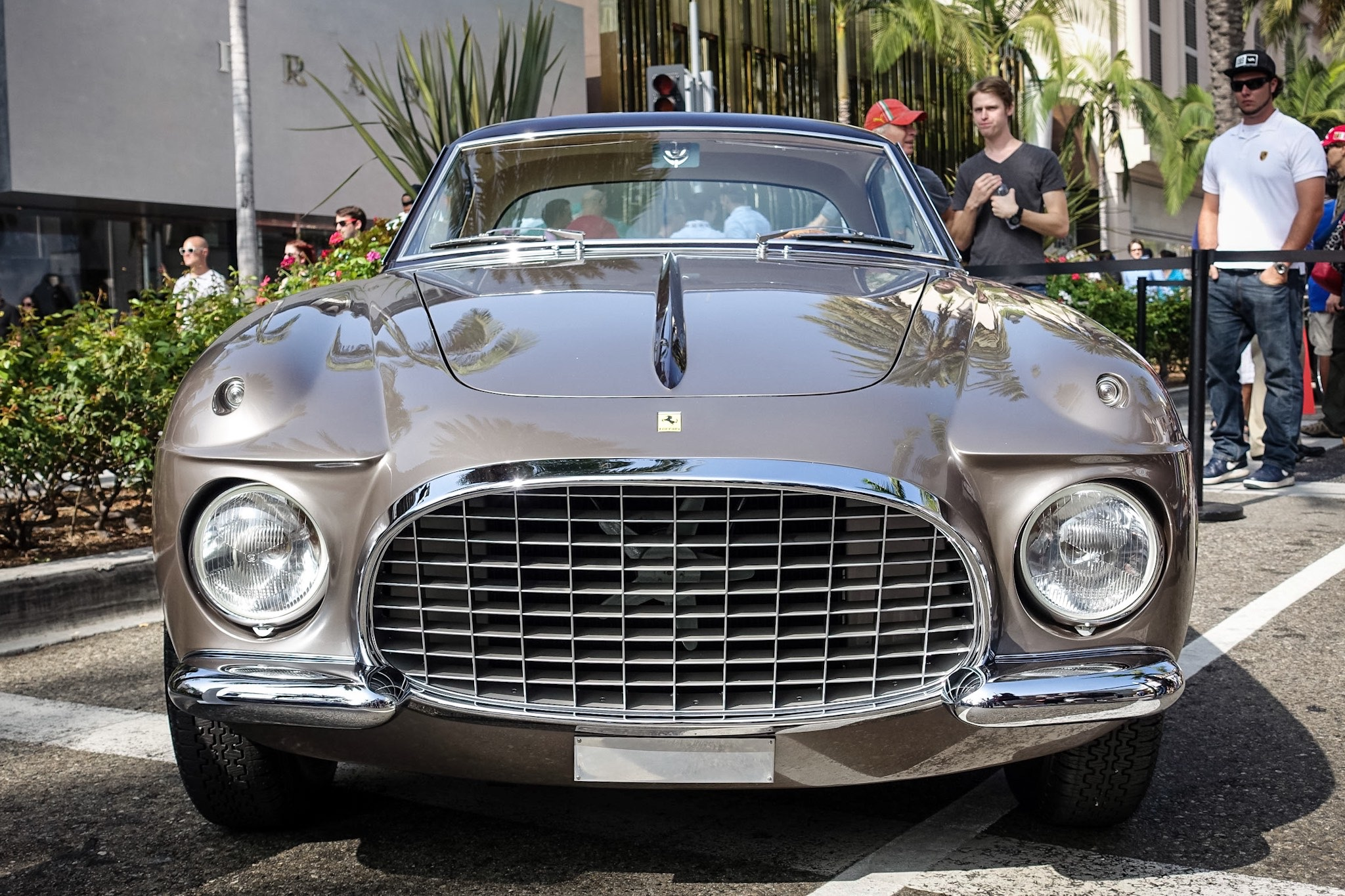
250 Europa Vignale 1953
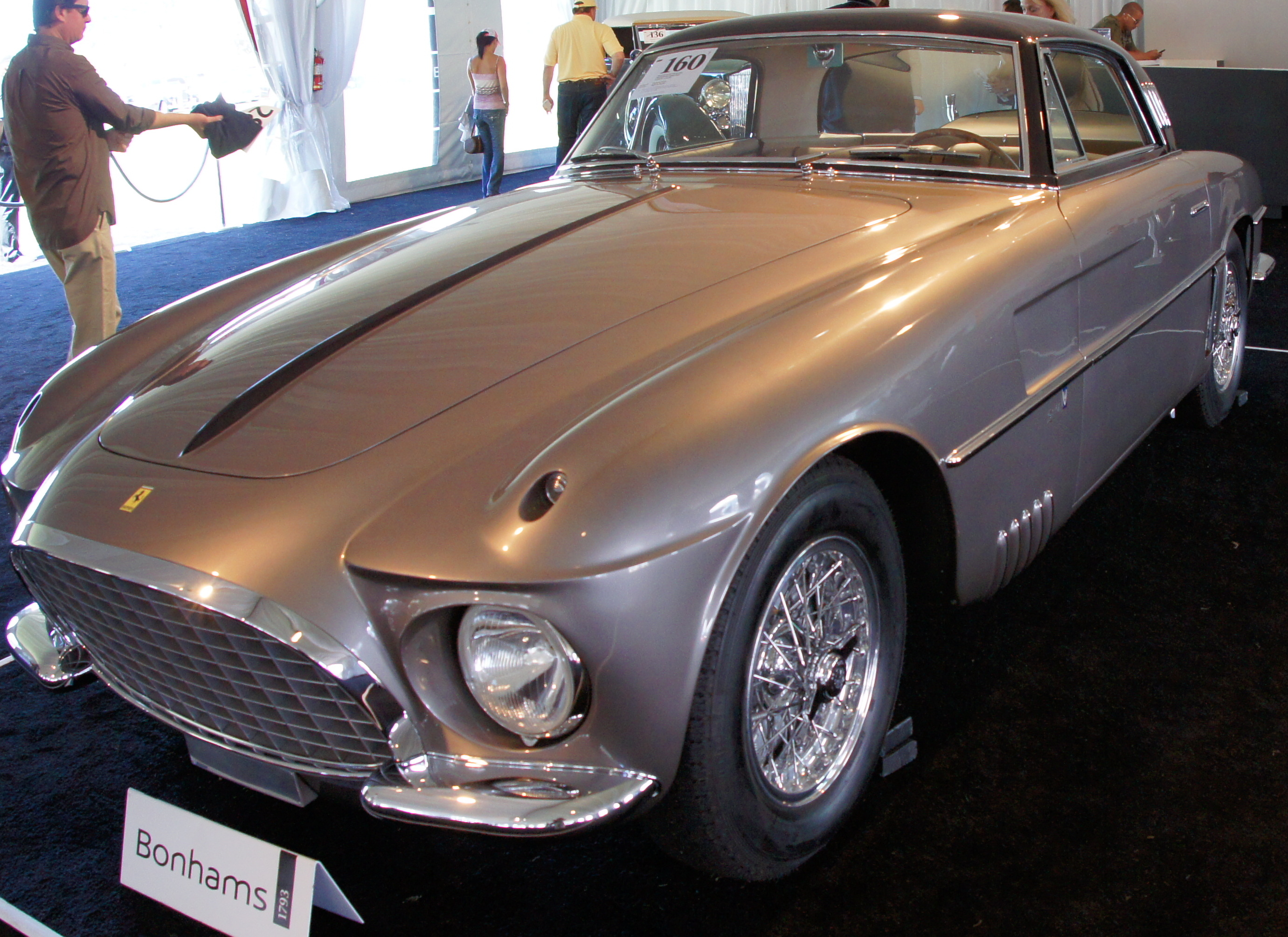
250 Europa Vignale 1953
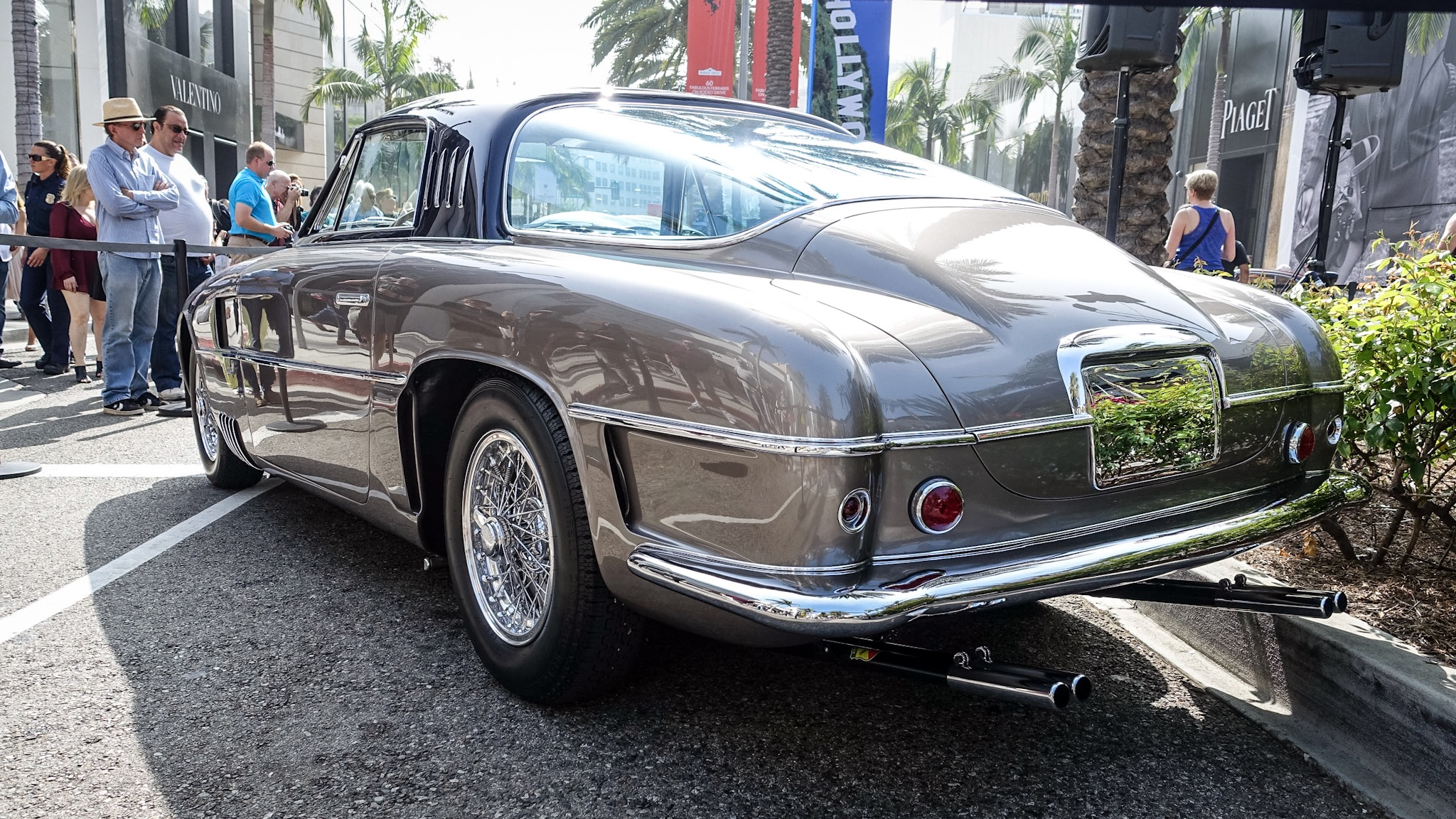
250 Europa Vignale 1953
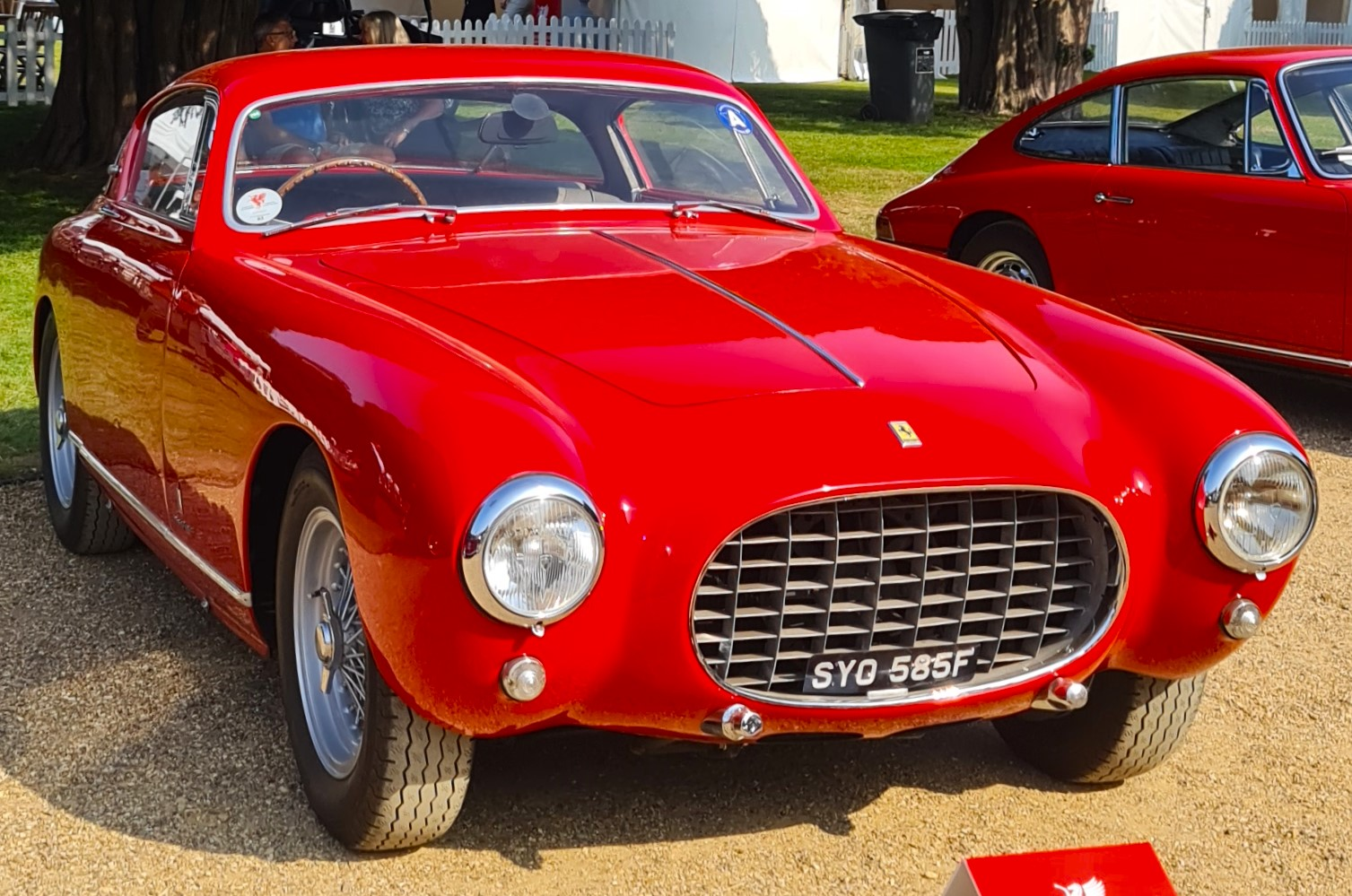
250 Europa GT Pininfarina 1954
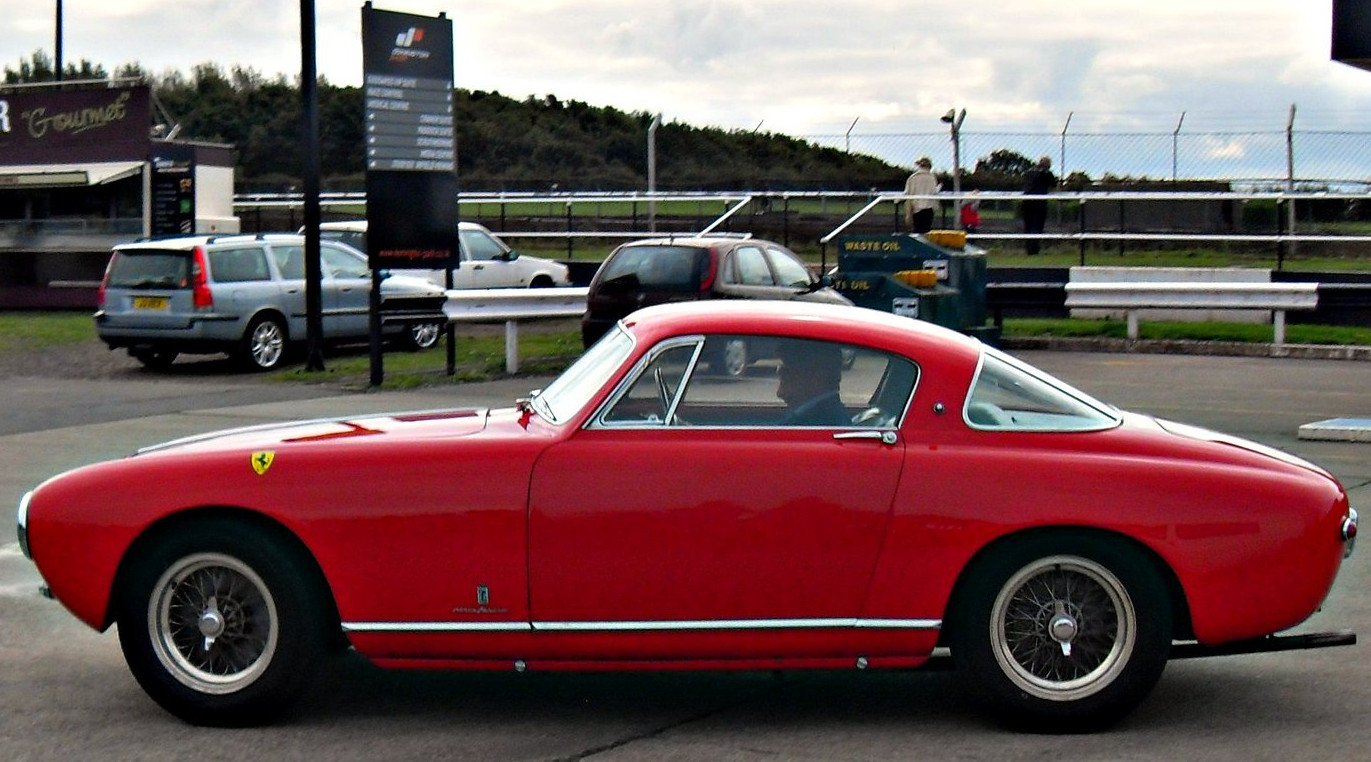
250 Europa GT Pininfarina 1954
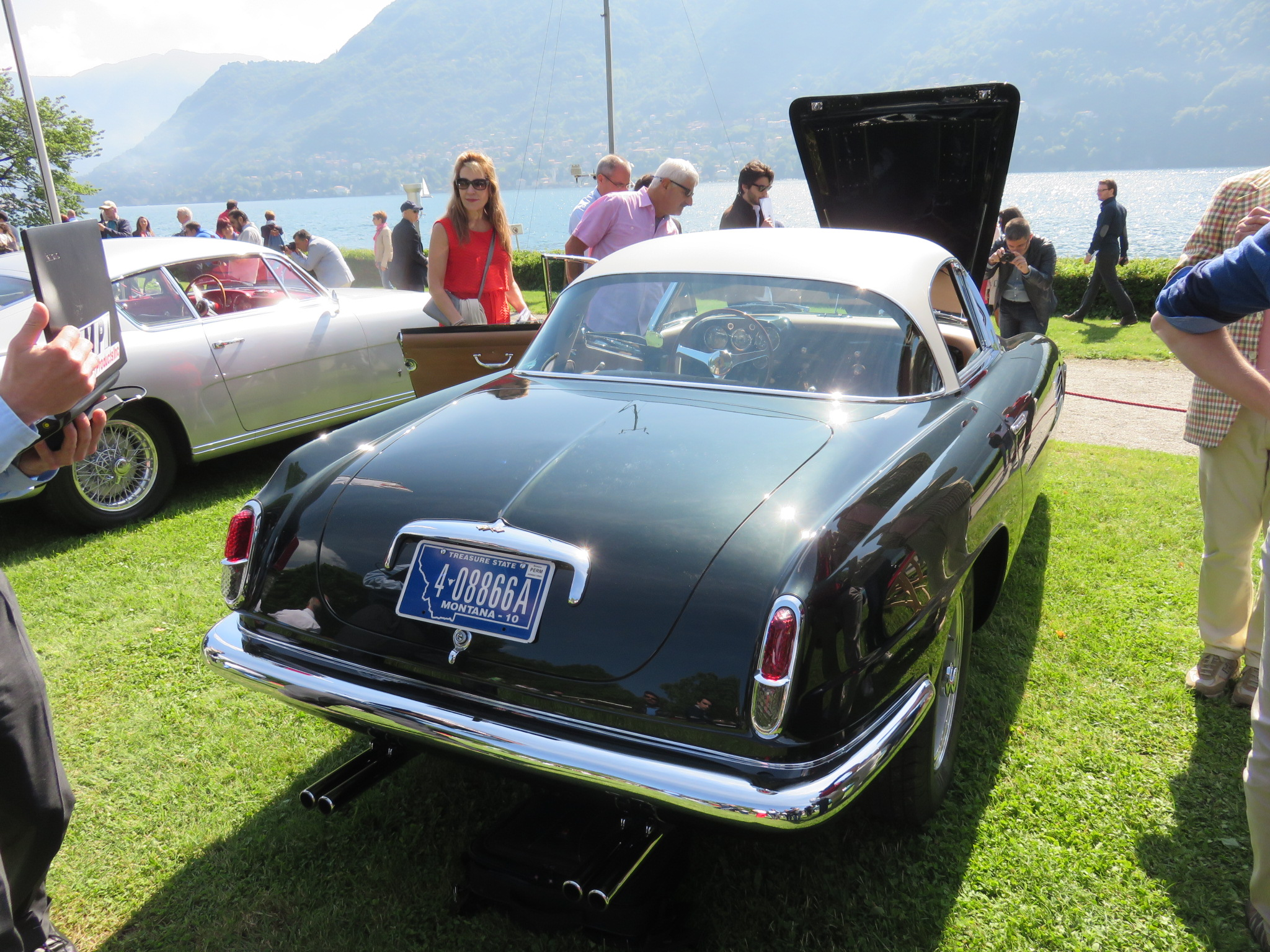
250 Europa Vignale 1954
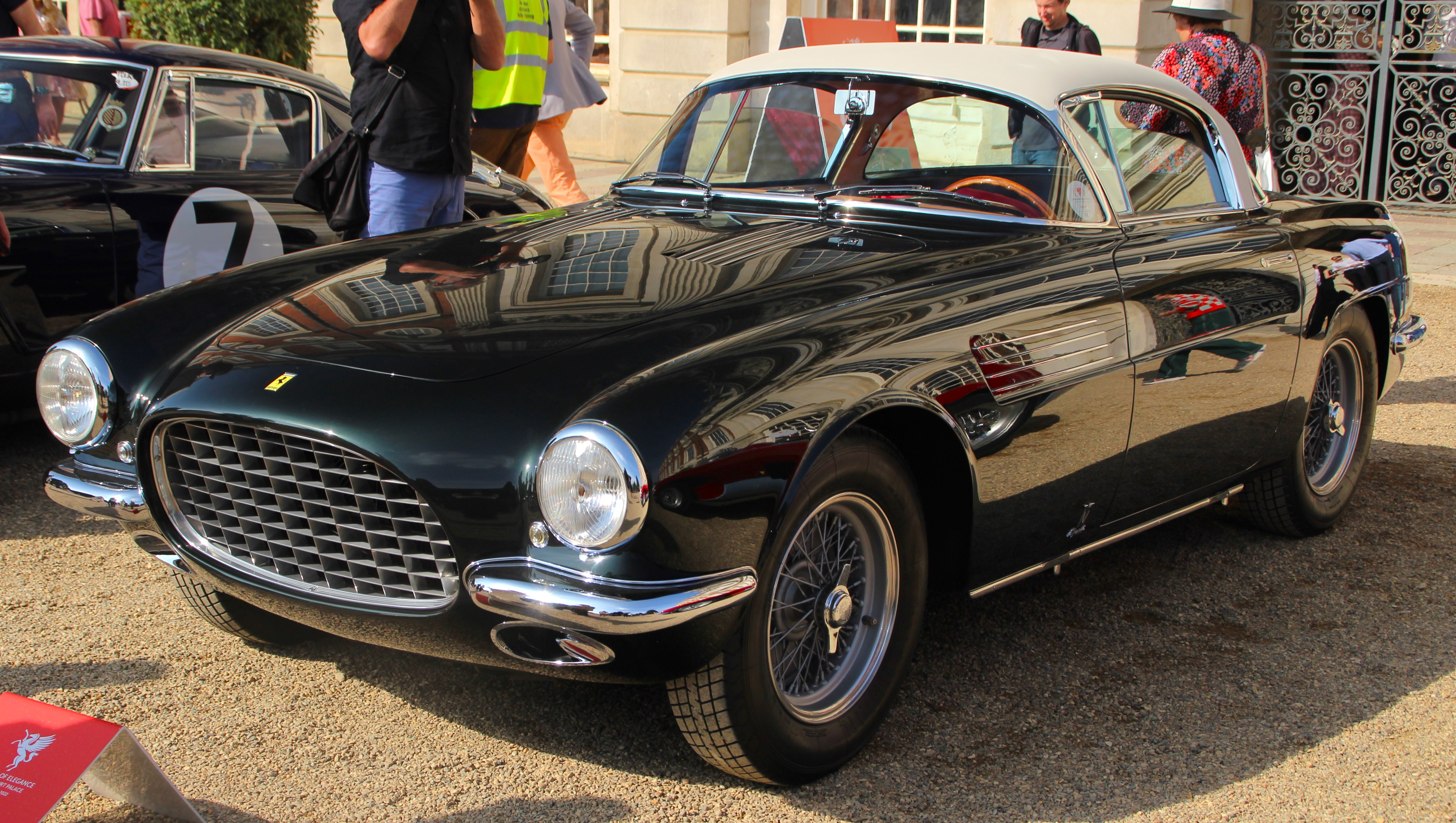
250 Europa GT Coupe Vignale 1954
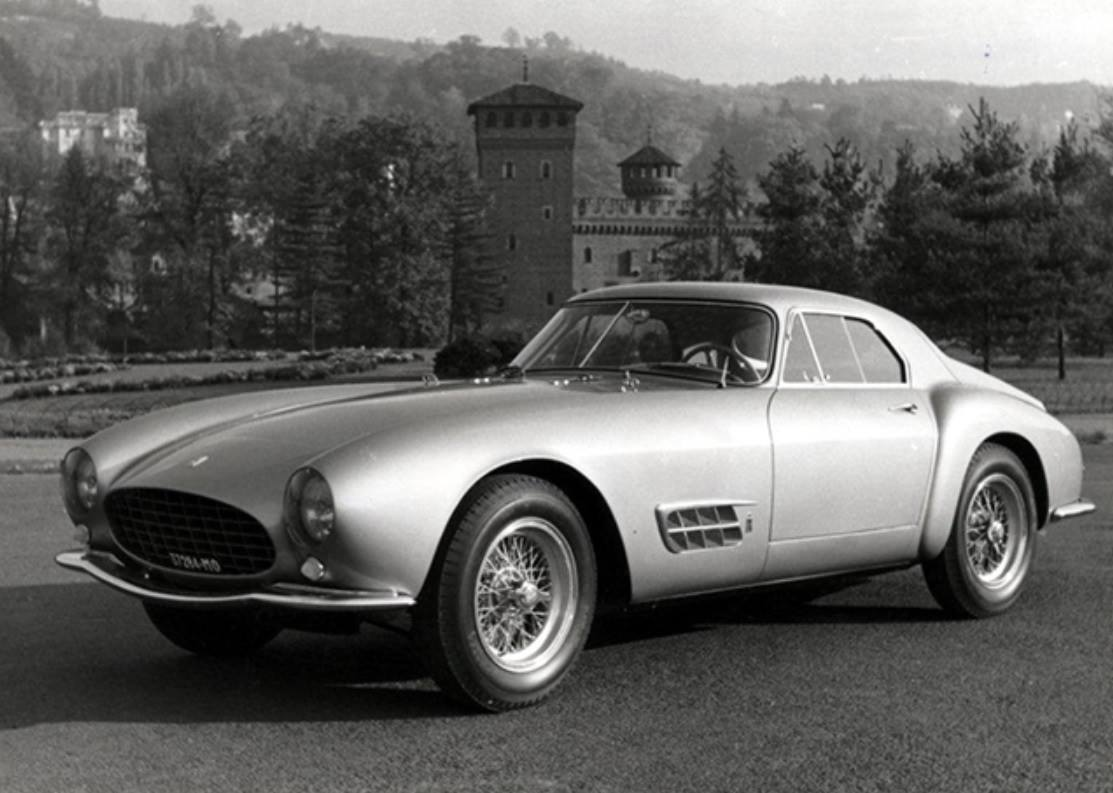
250 Europa GT Pininfarina 1955
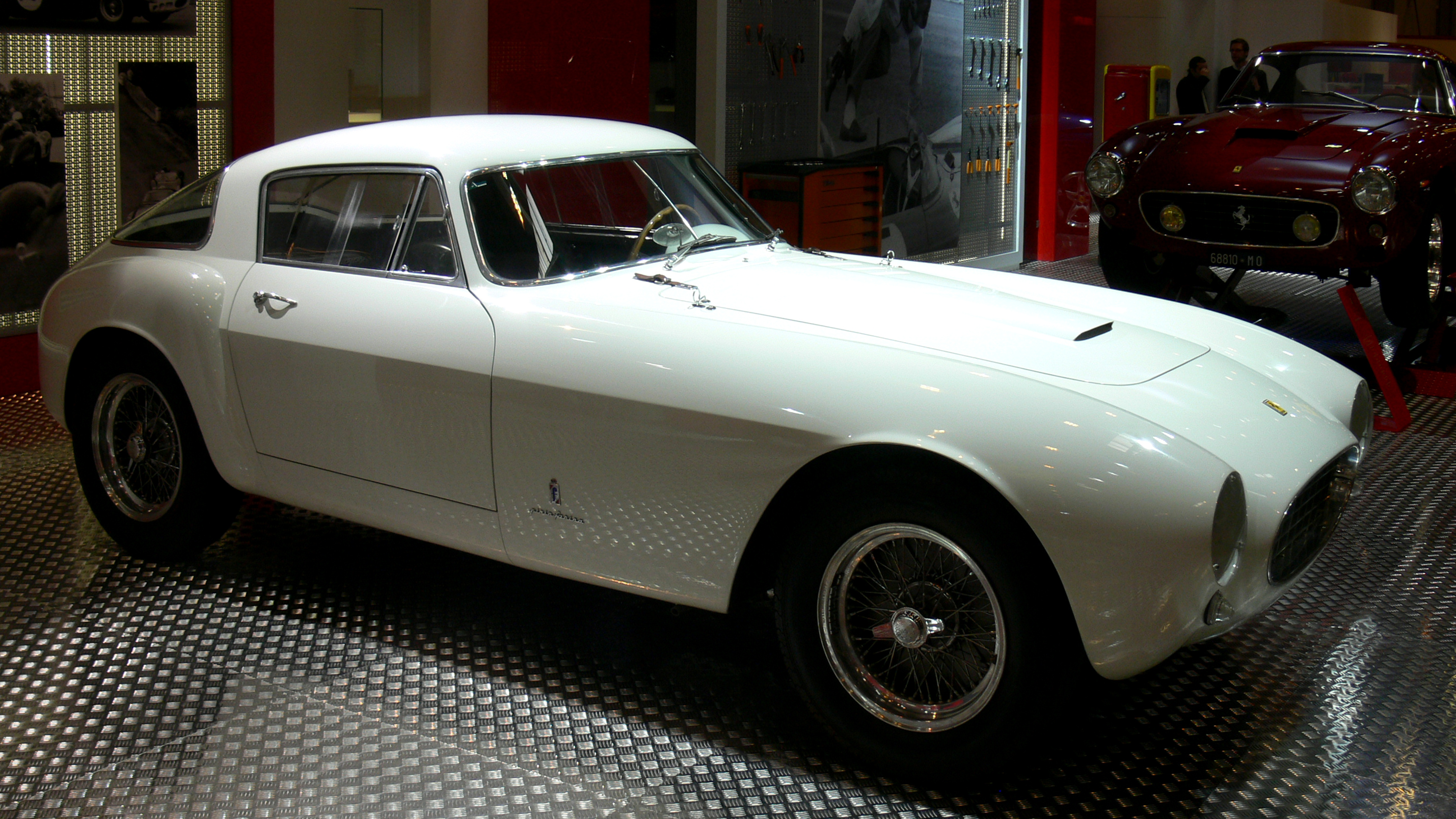
250 Europa GT Pininfarina 1955
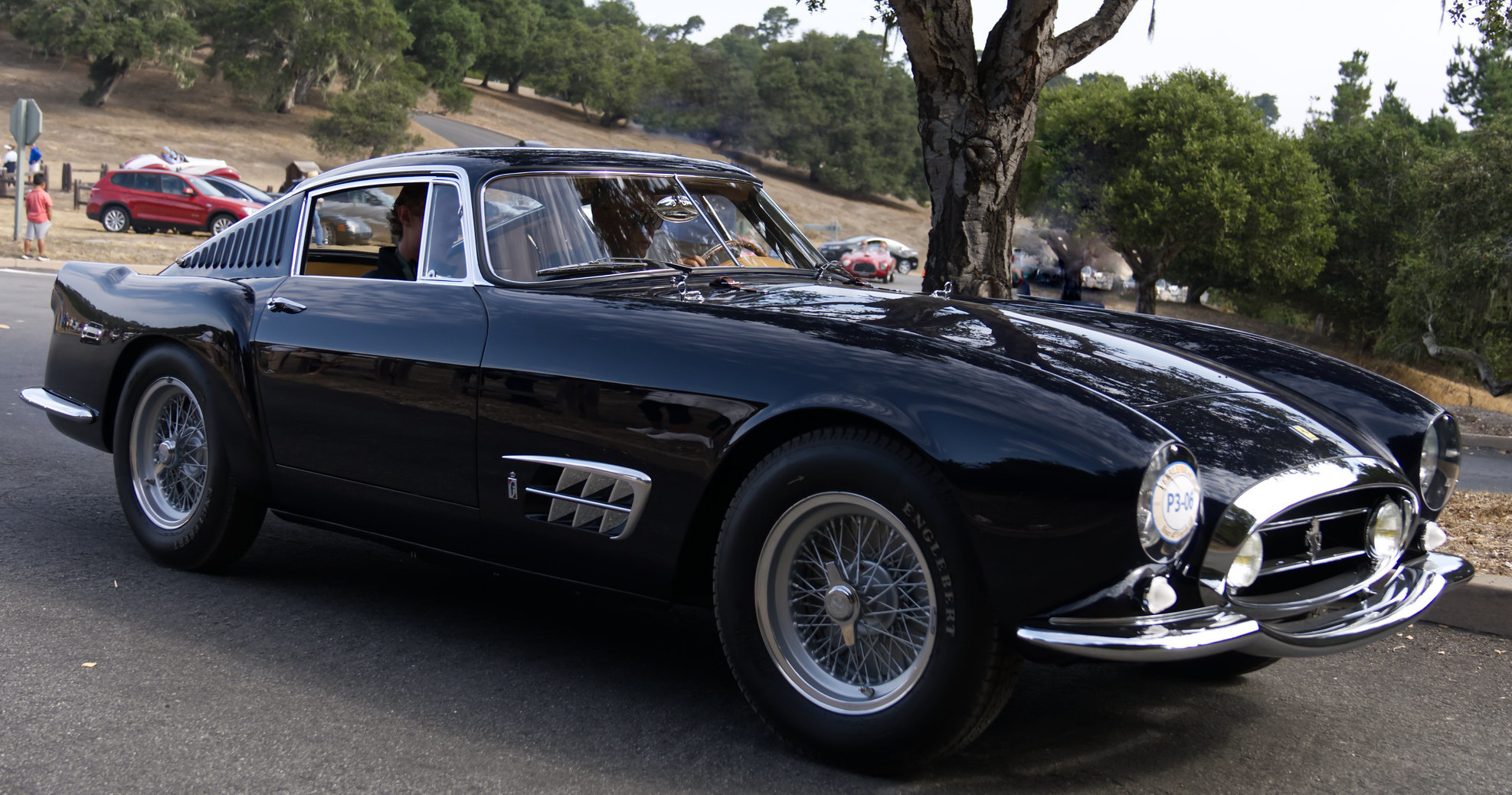
250 Europa GT Berlinetta Pininfarina 1955